# Charles Pasuwa
Charles Pasuwa es un escultor de Zimbabue, nacido el año 1973 en Chegutu, Mashonalandia Occidental.

## Datos biográficos
Nacido en Chegutu, Mashonaland, hacia 1973, Pasuwa asistió a la escuela primaria y secundaria en Chitungwiza. Su interés por la actividad artística surge en 1994, posteriormente fue asistente de Chikuse Padzumwa, Lincon Muteta y Shepherd Madzikatire en sus respectivos talleres. Ha expuesto y vendido sus obras a través del Parque de Esculturas Chapungu y la Galería Nacional de Zimbabue.
Su obra se encuadra dentro del estilo abstracto.